# Ibn Masal
Najm-ad-Din Abu-l-Fat·h Salim (o Sulayman) ibn Muhàmmad ibn Massal al-Lukkí al-Maghribí (àrab: نجم الدين أبو الفتح سليم/ﺴﻠﻴﻤﺎﻥ بن محمد بن مصال اللكي المغربي, Najm ad-Dīn Abū l-Fatḥ Salīm/Sulaymān  b. Muḥammad al-Lukkī al-Maḡribī), més conegut senzillament com a Ibn Massal (Lukk, prop de Barca, segle xi - Dalàs, 19 de febrer de 1150), fou un general i visir fatimita.
Fill d'un falconer i veterinari amazic de la ciutat de Barca, mercès a aquestos coneixements va fer carrera militar a l'exèrcit fatimita. Segons Ibn ad-Dawadarí el califa al-Hàfidh (1130–1149) li hauria encarregat l'administració de l'estat el 1144/1145 però sense donar-li el títol de visir que estava vacant des del 1139.
Mort el califa al-Hàfidh el 1149, el seu successor adh-Dhàfir (1149–1154) el va nomenar formalment visir quan ja era un home gran, i li va donar alguns títols (as-sàyyid al-àjal·l, al-mufàddal (o al-àfdal), i amir al-juyuix, equivalent comandant en cap dels exèrcits).
Només va ser visir uns pocs mesos: va intentar posar orde en el conflicte a l'exèrcit entre les tropes d'africans negres i la cavalleria turca (coneguts com els rayhanís), però el governador d'Alexandria Sayf-ad-Din Alí ibn as-Salar va revoltar-se i va avançar sobre al Caire per prendre el poder. El califa va enviar al seu visir a reclutar tropes al Hawf, mentre Ibn as-Salar entrava a la capital; Ibn Massal va reunir un exèrcit format per amazics lawates, africans negres, àrabs beduïns i egipcis (desembre 1149) i, encara que va aconseguir una victòria parcial sobre el governador rebel, es va haver de retirar cap a l'Alt Egipte per reforçar el seu exèrcit. Camí d'aquesta regió fou perseguit pel rebel Ibn as-Salar que el va atrapar a Dalàs, a la província de Bahnasa, el va derrotar i el va matar el 19 de febrer de 1150.